# Sérgio Fernandez
Sérgio Leopoldo Fernandez Santos (n. Porto, 1937) é um arquitecto e professor universitário português. 

## Biografia
Colaborou no início de carreira com os arquitectos Viana de Lima e Arménio Taveira Losa. Dentre as sua obras são destacadas a Casa de Caminha ou Casa Alcina (1971-1973) e o Jardim Infantil de Moledo do Minho (1988) em co-autoria com Alexandre Alves Costa, o Estudo de Recuperação e Valorização Patrimonial da Aldeia de Idanha-a-Velha e a intervenção no Convento de Santa Clara-a-Velha (2009). É autor do livro Percurso da Arquitectura Portuguesa 1930-1974, de 1985. 

## Prémios
Recebe com Alexandre Alves da Costa, em Março de 2009, o Prémio AICA/Ministério da Cultura 2008.